# Great Bend (Pensilvania)
Great Bend es un borough ubicado en el condado de Susquehanna en el estado estadounidense de Pensilvania. En el año 2000 tenía una población de 700 habitantes y una densidad poblacional de 1,001.0 personas por km².

## Geografía
Great Bend se encuentra ubicado en las coordenadas 41°58′24″N 75°44′40″O / 41.97333, -75.74444, al norte del estado, junto a la frontera con el estado de Nueva York.

## Demografía
Según la Oficina del Censo en 2000 los ingresos medios por hogar en la localidad eran de $27,708 y los ingresos medios por familia eran $39,464. Los hombres tenían unos ingresos medios de $29,911 frente a los $19,479 para las mujeres. La renta per cápita para la localidad era de $15,009. Alrededor del 13.7% de la población estaba por debajo del umbral de pobreza.